# مسی (ترانه لولا یانگ)
«مسی» (انگلیسی: Messy) یا «شلخته» ترانه‌ای از خواننده بریتانیایی لولا یانگ است که در ۳۰ مه ۲۰۲۴ به عنوان ششمین تک‌آهنگ از دومین آلبوم استودیویی او با نام This Wasn't Meant for You Anyway منتشر شد. این ترانه در شبکه اجتماعی تیک‌تاک به سرعت وایرال شد و به نخستین اثر موفق او در جدول‌های موسیقی تبدیل گردید؛ به طوری که به رتبهٔ نخست جدول تک‌آهنگ‌های بریتانیا دست یافت. علاوه بر بریتانیا، این ترانه در کشورهای استرالیا، بلژیک، کرواسی، ایرلند و اسرائیل نیز به جایگاه شماره یک رسید. همچنین در چندین کشور دیگر از جمله اتریش، کانادا، دانمارک، فرانسه، آلمان، یونان، لتونی، لوکزامبورگ، هلند، نیوزیلند، نروژ، سوئد و سوئیس در میان ده ترانهٔ برتر قرار گرفت. در ایالات متحده نیز به رتبهٔ چهاردهم جدول بیلبورد هات ۱۰۰ رسید و صدرنشین جدول ایرپلی پاپ شد.